# Magnavox
Magnavox (en latín "voz alta", a menudo estilizado como MAGNAVOX) es una compañía electrónica fundada por Edwin Pridham y Peter Jensen. Los hermanos inventaron el primer altavoz en 1915 y lo nombraron "Magnavox". La compañía estuvo formada en 1917 bajo el mismo nombre para comercializar el invento.
Con la introducción del Odyssey en 1972, Magnavox entró al mercado de las consolas de videojuegos. Philips compró Magnavox en 1974. Luego en 1990, algunos electrodomésticos Philips fueron comercializados bajo la marca "Philips Magnavox" en un intento por incrementar la fama  de la marca Philips en los Estados Unidos. Mientras que funcionó, hasta cierto punto, también causó confusión al consumidor en cuanto a la diferencia entre los productos de “Philips Magnavox” y los productos de “Philips”. Philips ahora pone de nuevo las marcas de fábrica por separado.
La marca también ha trabajado con Funai Electric con sus televisores después de que la marca Philips Magnavox se volviera popular.
En enero de 2025 Curtis Internacional adquirió todos los derechos de uso de la marca Magnavox y ahora esta manejada dentro de su portafolio de marcas.